# Damir Kreilach
Damir Kreilach (Vukovar, 16 aprile 1989) è un calciatore croato, centrocampista del Vancouver Whitecaps.

## Caratteristiche tecniche
È un Attaccante.

## Statistiche

### Presenze e reti nei club
Statistiche aggiornate all'8 febbraio 2024.
| Stagione              | Squadra               | Campionato            | Campionato | Campionato | Coppe nazionali | Coppe nazionali | Coppe nazionali | Coppe continentali | Coppe continentali | Coppe continentali | Altre coppe | Altre coppe | Altre coppe | Totale | Totale | Totale |
| Stagione              | Squadra               | Comp                  | Pres       | Reti       | Comp            | Pres            | Reti            | Comp               | Pres               | Reti               | Comp        | Pres        | Reti        | Pres   | Reti   |        |
| --------------------- | --------------------- | --------------------- | ---------- | ---------- | --------------- | --------------- | --------------- | ------------------ | ------------------ | ------------------ | ----------- | ----------- | ----------- | ------ | ------ | ------ |
| 2007-2008             | Rijeka                | 1.HNL                 | 5          | 0          | CC              | 0               | 0               |                    | -                  | -                  |             | -           | -           | 5      | 0      |        |
| 2008-2009             | Rijeka                | 1.HNL                 | 13         | 1          | CC              | 1               | 0               | CI                 | 2                  | 0                  |             | -           | -           | 16     | 1      |        |
| 2009-2010             | Rijeka                | 1.HNL                 | 25         | 2          | CC              | 2               | 0               | UEL                | 3                  | 0                  |             | -           | -           | 30     | 2      |        |
| 2010-2011             | Rijeka                | 1.HNL                 | 28         | 2          | CC              | 3               | 0               |                    | -                  | -                  |             | -           | -           | 31     | 2      |        |
| 2011-2012             | Rijeka                | 1.HNL                 | 27         | 9          | CC              | 4               | 0               |                    | -                  | -                  |             | -           | -           | 31     | 9      |        |
| 2012-2013             | Rijeka                | 1.HNL                 | 30         | 5          | CC              | 1               | 0               |                    | -                  | -                  |             | -           | -           | 31     | 5      |        |
| Totale Rijeka         | Totale Rijeka         | Totale Rijeka         | 128        | 19         |                 | 11              | 0               |                    | 5                  | 0                  |             | -           | -           | 144    | 19     |        |
| 2013-2014             | Union Berlino         | 2L                    | 32         | 3          | CG              | 3               | 0               |                    | -                  | -                  |             | -           | -           | 35     | 3      |        |
| 2014-2015             | Union Berlino         | 2L                    | 33         | 7          | CG              | 1               | 0               |                    | -                  | -                  |             | -           | -           | 34     | 7      |        |
| 2015-2016             | Union Berlino         | 2L                    | 32         | 12         | CG              | 1               | 0               |                    | -                  | -                  |             | -           | -           | 33     | 12     |        |
| 2016-2017             | Union Berlino         | 2L                    | 33         | 9          | CG              | 1               | 0               |                    | -                  | -                  |             | -           | -           | 34     | 9      |        |
| 2017-2018             | Union Berlino         | 2L                    | 19         | 2          | CG              | 2               | 0               |                    | -                  | -                  |             | -           | -           | 21     | 2      |        |
| Totale Union Berlino  | Totale Union Berlino  | Totale Union Berlino  | 149        | 33         |                 | 8               | 0               |                    | -                  | -                  |             | -           | -           | 157    | 33     |        |
| 2018                  | Real Salt Lake        | MLS                   | 36         | 15         | USOC            | 0               | 0               |                    | -                  | -                  |             | -           | -           | 36     | 15     |        |
| 2019                  | Real Salt Lake        | MLS                   | 34         | 7          | USOC            | 1               | 0               |                    | -                  | -                  | LC          | 1           | 0           | 36     | 7      |        |
| 2020                  | Real Salt Lake        | MLS                   | 22         | 9          |                 | -               | -               |                    | -                  | -                  |             | -           | -           | 22     | 9      |        |
| 2021                  | Real Salt Lake        | MLS                   | 36         | 16         |                 | -               | -               |                    | -                  | -                  |             | -           | -           | 36     | 16     |        |
| 2022                  | Real Salt Lake        | MLS                   | 5          | 1          | USOC            | -               | -               |                    | -                  | -                  |             | -           | -           | 5      | 1      |        |
| 2023                  | Real Salt Lake        | MLS                   | 28         | 4          | USOC            | 5               | 4               |                    | -                  | -                  | LC          | 0           | 0           | 33     | 8      |        |
| Totale Real Salt Lake | Totale Real Salt Lake | Totale Real Salt Lake | 161        | 52         |                 | 6               | 4               |                    | 1                  | 0                  |             | -           | -           | 168    | 56     |        |
| 2024                  | Vancouver Whitecaps   | MLS                   | -          | -          | CC              | -               | -               | CCC                | 1                  | 1                  | LC          | -           | -           | 1      | 1      |        |
| Totale carriera       | Totale carriera       | Totale carriera       | 438        | 104        |                 | 25              | 4               |                    | 7                  | 1                  |             | -           | -           | 470    | 109    |        |

### Cronologia presenze e reti in nazionale
| Cronologia completa delle presenze e delle reti in nazionale ― Croazia under 21 | Cronologia completa delle presenze e delle reti in nazionale ― Croazia under 21 | Cronologia completa delle presenze e delle reti in nazionale ― Croazia under 21 | Cronologia completa delle presenze e delle reti in nazionale ― Croazia under 21 | Cronologia completa delle presenze e delle reti in nazionale ― Croazia under 21 | Cronologia completa delle presenze e delle reti in nazionale ― Croazia under 21 | Cronologia completa delle presenze e delle reti in nazionale ― Croazia under 21 | Cronologia completa delle presenze e delle reti in nazionale ― Croazia under 21 |
| Data                                                                            | Città                                                                           | In casa                                                                         | Risultato                                                                       | Ospiti                                                                          | Competizione                                                                    | Reti                                                                            | Note                                                                            |
| ------------------------------------------------------------------------------- | ------------------------------------------------------------------------------- | ------------------------------------------------------------------------------- | ------------------------------------------------------------------------------- | ------------------------------------------------------------------------------- | ------------------------------------------------------------------------------- | ------------------------------------------------------------------------------- | ------------------------------------------------------------------------------- |
| 19-5-2010                                                                       | Varaždin                                                                        | Croazia under 21                                                                | 1 – 1                                                                           | Slovacchia under 21                                                             | Qual. Europeo Under-21 2011                                                     | -                                                                               | 51’                                                                             |
| 11-8-2010                                                                       | Varaždin                                                                        | Croazia under 21                                                                | 4 – 1                                                                           | Norvegia under 21                                                               | Qual. Europeo Under-21 2011                                                     | 1                                                                               | 51’ 70’                                                                         |
| 4-9-2010                                                                        | Kragujevac                                                                      | Serbia under 21                                                                 | 2 – 2                                                                           | Croazia under 21                                                                | Qual. Europeo Under-21 2011                                                     | -                                                                               | 75’                                                                             |
| 9-10-2010                                                                       | Burgos                                                                          | Spagna under 21                                                                 | 2 – 1                                                                           | Croazia under 21                                                                | Qual. Europeo Under-21 2011                                                     | -                                                                               | 88’                                                                             |
| Totale                                                                          |                                                                                 | Presenze                                                                        | 4                                                                               |                                                                                 | Reti                                                                            | 1                                                                               |                                                                                 |

| Cronologia completa delle presenze e delle reti in nazionale ― Croazia under 19 | Cronologia completa delle presenze e delle reti in nazionale ― Croazia under 19 | Cronologia completa delle presenze e delle reti in nazionale ― Croazia under 19 | Cronologia completa delle presenze e delle reti in nazionale ― Croazia under 19 | Cronologia completa delle presenze e delle reti in nazionale ― Croazia under 19 | Cronologia completa delle presenze e delle reti in nazionale ― Croazia under 19 | Cronologia completa delle presenze e delle reti in nazionale ― Croazia under 19 | Cronologia completa delle presenze e delle reti in nazionale ― Croazia under 19 |
| Data                                                                            | Città                                                                           | In casa                                                                         | Risultato                                                                       | Ospiti                                                                          | Competizione                                                                    | Reti                                                                            | Note                                                                            |
| ------------------------------------------------------------------------------- | ------------------------------------------------------------------------------- | ------------------------------------------------------------------------------- | ------------------------------------------------------------------------------- | ------------------------------------------------------------------------------- | ------------------------------------------------------------------------------- | ------------------------------------------------------------------------------- | ------------------------------------------------------------------------------- |
| 5-2-2008                                                                        | Swindon                                                                         | Inghilterra under 19                                                            | 2 – 0                                                                           | Croazia under 19                                                                | Amichevole                                                                      | -                                                                               | 66’                                                                             |
| 16-4-2008                                                                       | Zalaegerszeg                                                                    | Ungheria under 19                                                               | 0 – 1                                                                           | Croazia under 19                                                                | Amichevole                                                                      | -                                                                               | 86’                                                                             |
| 24-5-2008                                                                       | Nitra                                                                           | Croazia under 19                                                                | 2 – 2                                                                           | Germania under 19                                                               | Qual. Europeo Under-19 2008                                                     | -                                                                               | 76’                                                                             |
| 27-5-2008                                                                       | Senec                                                                           | Albania under 19                                                                | 0 – 2                                                                           | Croazia under 19                                                                | Qual. Europeo Under-19 2008                                                     | -                                                                               | 81’                                                                             |
| Totale                                                                          |                                                                                 | Presenze                                                                        | 4                                                                               |                                                                                 | Reti                                                                            | 0                                                                               |                                                                                 |

## Palmarès
- Canadian Championship: 1

Vancouver Whitecaps: 2024